# Crowding (Sehen)

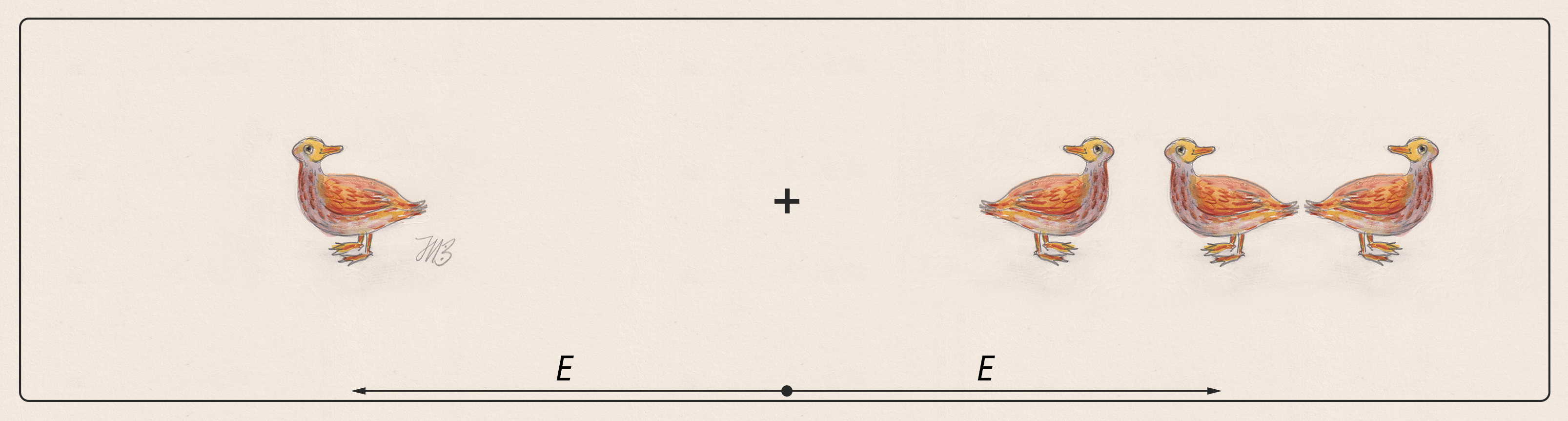
Eine Demonstration des Crowding-Effekts. Wenn man das Pluszeichen fixiert, kann man die Orientierung der linken Ente erkennen, diejenige der rechten mittleren Ente dagegen nicht, obgleich sie in der gleichen Entfernung zum Fixationspunkt liegt. Ente gemalt von Ilse Maria Baumgart, München, 2019.

Crowding, oder der Crowding-Effekt, bezeichnet das perzeptuelle Phänomen, dass das visuelle Erkennen einer Form durch das Vorhandensein benachbarter Formen erschwert wird.
Umgekehrt sind räumlich isolierte Formen oder Objekte besser zu erkennen. Crowding ist im peripheren Sehen besonders ausgeprägt, aber auch im zentralen Sehen wirksam. Das Ausmaß ist dabei (anders als bei der Sehschärfe) von der Größe der Formen weitgehend unabhängig und im Wesentlichen vom Abstand der benachbarten Formen bestimmt. Lange Zeit hat man angenommen, dass Crowding vor allem ein Phänomen des peripheren Sehens sei. Inzwischen ist klar, dass es überall im Gesichtsfeld von bestimmender Bedeutung ist und als Limitierung in der Regel bedeutender als die (nach außen im Gesichtsfeld abnehmende) Sehschärfe ist. Im zentralen (fovealen) Sehen ist es sogar insofern besonders wichtig, als es die entscheidende Limitierung beim Lesen darstellt.
Das Crowding-Phänomen ist in der Amblyopie besonders ausgeprägt und wurde in diesem Zusammenhang zuerst genannt und quantitativ untersucht.
Auch Kinder bis zum Alter von etwa 8 Jahren haben einen stärkeren Crowding-Effekt, und dies stellt möglicherweise den Grund dar, warum Kinderbücher größere Schrift benötigen.
Die neuronalen Mechanismen des Sehsystems, die Crowding unterliegen, finden sich nicht in der Netzhaut des Auges, sondern in der Sehrinde des Gehirns (visueller Kortex). Verwandte Phänomene sind laterale Maskierung, laterale Inhibition, laterale Interferenz und Konturinteraktion, denen aber vermutlich andere Mechanismen unterliegen.

## Boumas Gesetz
Der Abstand benachbarter Muster (sog. Flankierer), oberhalb dessen kein Crowding mehr auftritt, wird als kritischer Abstand bezeichnet. Herman Bouma hat 1970 eine grundlegende Gesetzmäßigkeit für Crowding beschrieben, die sich auf den kritischen Abstand bezieht. Nach Bouma beträgt dieser etwa den halben Exzentrizitätswinkel. Wird also z. B. ein Buchstabe bei 2,5° Exzentrizität dargeboten – das ist der ungefähre Rand der Fovea – so beträgt der kritische Abstand 1,25°. Sind die Flankierer näher, tritt also Crowding auf. Nach neueren Untersuchungen liegt der Faktor etwas niedriger als ½, bei etwa dem 0,4-fachen des Exzentrizitätswinkels.

## Geschichte
Crowding ist nach heutiger Kenntnis bis auf wenige Ausnahmesituationen die entscheidende Limitierung des menschlichen Formensehens und kann auf einfachste Weise demonstriert werden. Es ist deshalb bemerkenswert, dass es über so lange Zeiträume wissenschaftlich übersehen wurde, und die Ursache für herabgesetzte Fähigkeit zur Mustererkennung stets (meist fälschlich, wie wir heute wissen) in verringerter Sehschärfe gesehen wurde und wird. Der Wahrnehmungseindruck (das Perzept) eines Wortes im peripheren Sehen wurde bereits im 11. Jahrhundert von Alhazen als „verworren und undeutlich“ (confused and obscure) beschrieben. James Jurin beschreibt im Jahr 1738 Phänomene von „indistinktem Sehen“, die in zwei Fällen aus heutiger Sicht als Crowding angesehen werden können. Die Ophthalmologen Hermann Aubert und Richard Förster beschreiben 1857 das Perzept zweier nebeneinander liegender Punkte im indirekten Sehen als „ganz eigenthümlich unbestimmt als etwas Schwarzes, dessen Form weiter nicht anzugeben ist“. Man beachte dabei, dass in keinem Fall die heute oft herangezogenen aber wenig zutreffenden Beschreibungen als „unscharf“ oder „verzerrt“ verwendet wurden.
Crowding selbst aber (also der Unterschied zwischen einzelnen und mehreren Buchstaben oder Formen) blieb bis ins 20. Jahrhundert unbemerkt. Der Gestaltpsychologe Wilhelm Korte hat 1924 als erster Phänomene der Formerkennung im indirekten Sehen ausführlich untersucht. Etwa um diese Zeit ist wohl auch in der Optometrie und Ophthalmologie Crowding bei amblyopen Probanden im Zusammenhang mit der Benutzung von Sehprobentafeln erkannt worden, wie sich aus einer Bemerkung des dänischen Ophthalmologen Holger Ehlers 1936 schließen lässt. Systematisch untersucht haben dies zuerst James A. Stuart und Hermann M. Burian (Iowa) 1962. Im fovealen Sehen wurde etwa gleichzeitig das verwandte Phänomen der Konturinteraktion beschrieben (Merton Flom, Frank Weymouth & Daniel Kahneman, 1963). Herman Bouma hat 1970 Boumas Gesetz (zunächst als Faustregel) beschrieben, aber die Arbeit wurde zunächst wenig beachtet; in den kommenden drei Dekaden wurde das Phänomen vorwiegend in der Experimentalpsychologie unter anderen Begriffen untersucht. Erst dann fand das Thema Crowding zunehmend weite Verbreitung in der Wahrnehmungsforschung (Levi et al. 1985; Strasburger et al, 1991; Toet & Levi, 1992, Pelli et al., 2004).